# Trói buộc yêu thương
Trói buộc yêu thương (tên cũ: Lối rẽ trái muộn màng) là một bộ phim truyền hình được thực hiện bởi Trung tâm Phim truyền hình Việt Nam, Đài Truyền hình Việt Nam do Lê Hùng Phương làm đạo diễn. Phim phát sóng vào lúc 21h30 thứ 2, 3, 4 hàng tuần bắt đầu từ ngày 21 tháng 9 năm 2020 và kết thúc vào ngày 9 tháng 12 năm 2020 trên kênh VTV3.

## Nội dung
Trói buộc yêu thương xoay quanh câu chuyện gia đình của Bà Lan (Kim Xuân) – một lãnh đạo trong ngành giáo dục, phải một mình gồng gánh nuôi ba đứa con, trong đó có cả con riêng của chồng. Là một người mẹ độc đoán và có nội tâm phức tạp, bà thường khiến mọi người trong nhà khó chịu vì luôn áp đặt mọi thứ. Dường như tất cả những sắp xếp của Bà Lan đều có “dự đoán” đầy yêu thương từ trái tim một người mẹ. Tuy nhiên, các con của bà cũng có sự chọn lựa riêng của họ, vì vậy mâu thuẫn liên tục xảy ra, khiến cho các mối quan hệ trong gia đình ngày càng rạn nứt...

## Diễn viên

### Diễn viên chính
- Kim Xuân trong vai Bà Lan[7]
- Hữu Châu trong vai Ông Phong[7]
- Trương Thanh Long trong vai Khánh[7]
- Ngọc Lan trong vai Hà[7]
- Tú Vi trong vai Thanh[7]
- Lan Phương trong vai Dung[7]
- Lý Bình trong vai Hiếu
- Hải Lê trong vai Tiến
- Trương Quỳnh Anh trong vai Hà Phương/Mai Phương
- Huỳnh Nga trong vai Vân

### Diễn viên phụ
- Linh Trung trong vai Ông Hào
- Lê Văn Anh trong vai Lương
- Xuân Hiệp trong vai Ông Hoàng
- Đình Hiếu trong vai Ông Quân
- Đức Thịnh trong vai Luật sư Minh
- Trần Kim Hải trong vai Tân
- Thúy Vy trong vai Vũ
- Huỳnh Nhu trong vai Tùng
- Mộc Linh trong vai Tiến
- Lê Tích Kỳ trong vai Công
- Trần Thanh Tâm trong vai Thủy
- Lâm Bảo Châu trong vai Ben
- Nicolai Đinh trong vai Marcel

### Diễn viên khách mời
- Trịnh Kim Chi trong vai Bà Thùy
- Lê Thiện trong vai Khách mời
- Quang Đáng trong vai ba Vũ

## Sản xuất
Nhà biên kịch Chu Hồng Vân vốn ban đầu được mời viết kịch bản phim truyền hình Bí mật của mẹ – lúc đó đã viết xong và hoàn thiện 11 tập. Tuy nhiên sau khi đọc các tập có sẵn, do "thấy kịch bản viết tốt nhưng muốn triển khai ý tưởng theo hướng rộng hơn" nên thay vì viết tiếp, cô sau đó đã viết một kịch bản mới dựa trên cơ sở ý tưởng ban đầu. Tên gọi ban đầu của kịch bản này là Lối rẽ trái muộn màng.
Đạo diễn Lê Hùng Phương đã lựa chọn cho phim 115 bối cảnh quay, được coi là kỷ lục đối với một phim truyền hình do anh đạo diễn. Quá trình quay phim từng bị ảnh hưởng khi đại dịch COVID-19 bắt đầu tại Việt Nam vào tháng 3 năm 2020.